# Liste der Gouverneure von Victoria

Dienstflagge des Gouverneurs

Der Gouverneur von Victoria ist der Vertreter des britischen Monarchen, derzeit König Charles III., im australischen Bundesstaat Victoria. Der Gouverneur übt auf bundesstaatlicher Ebene dieselben konstitutionellen und zeremoniellen Funktionen aus wie der Generalgouverneur von Australien auf landesweiter Ebene.
In Übereinstimmung mit den Konventionen des Westminster-Systems handelt der Gouverneur fast ausschließlich gemäß dem Rat des Anführers der gewählten Regierung, in diesem Falle des Premierministers von Victoria. Der Gouverneur hat jedoch das Recht, den Premierminister zu entlassen.

## Liste der Gouverneure von Victoria

### Vizegouverneure
| Gouverneur       | Amtsantritt | Amtsaustritt |
| ---------------- | ----------- | ------------ |
| Charles La Trobe | 1851        | 1854         |
| Charles Hotham   | 1854        | 22. Mai 1855 |

### Gouverneure
| Gouverneur                                  | Amtsantritt        | Amtsaustritt       |
| ------------------------------------------- | ------------------ | ------------------ |
| Charles Hotham                              | 22. Mai 1855       | 31. Dezember 1855  |
| Henry Barkly                                | 26. Dezember 1856  | 10. September 1863 |
| Charles Darling                             | 11. September 1863 | 7. Mai 1866        |
| John Manners-Sutton, 3. Viscount Canterbury | 15. August 1866    | 2. März 1873       |
| George Ferguson Bowen                       | 30. Juli 1873      | 22. Februar 1879   |
| George Phipps, 2. Marquess of Normanby      | 29. April 1879     | 18. April 1884     |
| Henry Loch                                  | 15. Juli 1884      | 15. November 1889  |
| John Hope, 7. Earl of Hopetoun              | 28. November 1889  | 12. Juli 1895      |
| Thomas Brassey, 1. Baron Brassey            | 25. Oktober 1895   | 31. März 1900      |
| George Sydenham Clarke                      | 10. Dezember 1901  | 24. November 1903  |
| Reginald Talbot                             | 25. April 1904     | 6. Juli 1908       |
| Thomas Gibson-Carmichael                    | 27. Juli 1908      | 19. Mai 1911       |
| John Fuller, 1. Baronet                     | 24. Mai 1911       | 31. Januar 1914    |
| Arthur Stanley, 5. Baron Sheffield          | 23. Februar 1914   | 30. Januar 1920    |
| George Rous, 3. Earl of Stradbroke          | 24. Februar 1921   | 7. April 1926      |
| Arthur Somers-Cocks, 6. Baron Somers        | 28. Juni 1926      | 23. Juni 1931      |
| William Vanneck, 5. Baron Huntingfield      | 14. Mai 1934       | 4. April 1939      |
| Winston Dugan                               | 17. Juli 1939      | 20. Februar 1949   |
| Edmund Herring                              | 20. Februar 1949   | 18. Oktober 1949   |
| Dallas Brooks                               | 18. Oktober 1949   | 7. Mai 1963        |
| Rohan Delacombe                             | 8. Mai 1963        | 31. Mai 1974       |
| Henry Winneke                               | 1. Juni 1974       | 1. März 1982       |
| Brian Murray                                | 1. März 1982       | 3. Oktober 1985    |
| Davis McCaughey                             | 18. Februar 1986   | 31. März 1992      |
| Richard McGarvie                            | 23. April 1992     | 23. April 1997     |
| James Gobbo                                 | 24. April 1997     | 31. Dezember 2000  |
| John Landy                                  | 1. Januar 2001     | 7. April 2006      |
| David de Kretser                            | 7. April 2006      | 7. April 2011      |
| Alex Chernov                                | 8. April 2011      | 30. Juni 2015      |
| Linda Dessau                                | 1. Juli 2015       | 30. Juni 2023      |
| Margaret Gardner                            | 9. August 2023     | —                  |